# Češnjice pri Trebelnem
Češnjice pri Trebelnem so naselje v Občini Mokronog - Trebelno.
Gručasta vas v Raduljskem hribovju jugozahodno od Trebelnega, ob krajevni cesti, ki pelje iz Mirnske v Temeniško dolino
Leto/število prebivalcev: 1869/92, 1900/127, 1931/120, 1961/104, 1991/100, 2002/95
Kulturna dediščina: gomila Češenjski hrib, plano grobišče Florjančičeva hiša.
Naselje se je leta 1953 preimenovalo iz Češnjice v Češnjice pri Trebelnem.